# Charles Rogers (Politiker)
Charles Rogers (* 30. April 1800 in Northumberland, New York; † 13. Januar 1874 in Sandy Hill (heute Hudson Falls), New York) war ein US-amerikanischer Jurist und Politiker. Zwischen 1843 und 1845 vertrat er den Bundesstaat New York im US-Repräsentantenhaus.

## Werdegang
Charles Rogers wurde Anfang des 19. Jahrhunderts in Northumberland im Saratoga County geboren und wuchs dort auf. Er besuchte die Granville Academy und graduierte 1818 am Union College in Schenectady. Rogers studierte Jura. Nach dem Erhalt seiner Zulassung als Anwalt praktizierte er allerdings nicht extensiv. Er saß in den Jahren 1833 und 1837 in der New York State Assembly. Seine Kandidatur für den Senat von New York war erfolglos. Politisch gehörte er zu jener Zeit der Whig Party an.
Bei den Kongresswahlen des Jahres 1842 für den 28. Kongress wurde er im 14. Kongresswahlbezirk von New York in das US-Repräsentantenhaus in Washington, D.C. gewählt, wo er am 4. März 1843 die Nachfolge von Henry Bell Van Rensselaer antrat. Da er auf eine erneute Kandidatur im Jahr 1844 verzichtete, schied er nach dem 3. März 1845 aus dem Kongress aus. Als Kongressabgeordneter hatte er den Vorsitz über das Committee on Expenditures im Department of State.
Nach seiner Kongresszeit zog er sich aus dem öffentlichen Leben zurück. Er schloss sich der Republikanischen Partei an. Am 13. Januar 1874 verstarb er in Sandy Hill im Washington County und wurde dann dort in der Nähe auf dem Union Cemetery beigesetzt.